# Santo André de Vagos
Pour les articles homonymes, voir Santo André.
Santo André de Vagos est une paroisse civile portugaise (en portugais : freguesia) de la municipalité de Vagos dans le district d'Aveiro.

## Géographie
Santo André de Vagos est située au sud de Vagos e Santo António, centre urbain de la municipalité.
La paroisse est traversée par le Ribeiro de Sao Romão, un affluent du Boco (pt), rivière qui marque sa limite orientale.
Elle est desservie par l'autoroute A17 (sortie no 13).

## Démographie
Lors du recensement de 2021, Santo André de Vagos compte 2 046 habitants.